# Marilyn Frye
Marilyn Frye (Tulsa, 1941) es una filósofa y teórica feminista radical estadounidense. Es conocida por sus teorías sobre machismo, racismo, opresión y sexualidad. Sus escritos ofrecen debates sobre temas feministas, como supremacía blanca, privilegio masculino y la discriminación de gais y lesbianas. Aunque Frye aborda los temas desde la perspectiva de la justicia, también está profundamente comprometida con la metafísica, la epistemología y la psicología moral de las categorías sociales.

## Trayectoria
Frye se licenció con honores en Filosofía por la Universidad de Stanford en 1963 y se doctoró en Filosofía en la Universidad de Cornell en 1969, con una tesis titulada "Meaning and Illocutionary Force" (El sentido y la fuerza ilocucionaria), bajo la supervisión del filósofo y matemático Max Black. Antes de llegar a la Universidad Estatal de Míchigan (MSU) en 1974, enseñó en el Departamento de Filosofía de la Universidad de Pittsburgh. Desde 2003 hasta su jubilación, Frye fue profesora Distinguida de la MSU y trabajó como Decana Asociada de Estudios de Posgrado de la Facultad de Artes y Letras. En 2008, fue profesora de la cátedra Romanell en la sociedad Phi Beta Kappa.

## Investigación
Frye es autora de The Politics of Reality (1983), una colección de nueve ensayos que se ha convertido en un "clásico" de la filosofía feminista. En el capítulo titulado "Oppression" en el libro Feminist Frontiers, Frye discute la idea del doble vínculo en el género. Este doble vínculo se refiere a "situaciones en las que las opciones se reducen a muy pocas, opciones que exponen a uno ante el castigo, la censura o la privación". Frye aplica este principio al género y al dilema con el que las mujeres se enfrentan a menudo en sus debates sobre la opresión. Por ejemplo, no está socialmente aceptado que una mujer sea sexualmente activa o que sea sexualmente inactiva, etiquetándosela como "odiadora de hombres" o "estrecha". Esta ausencia de elección penetra tan profundamente en la vida diaria de las mujeres que incluso las cosas más pequeñas como elegir qué ponerse o cómo hablar son criticadas. 
Frye reconoce que los hombres se enfrentan también a problemas, pero usa la metáfora de la jaula de pájaros para diferenciar los de unos y otras. Cada vínculo individual que las mujeres afrontan representarían un barrote de la jaula: por sí solo, no es suficiente para retener al pájaro pero, con suficientes barrotes, el ave queda atrapada dentro de la jaula, no puede irse a ningún sitio. Esta es la completa falta de elección que describe Frye: Cómo la culminación de los problemas que enfrentan las mujeres es tan "inmovilizadora" y por qué su lucha, y no la de los hombres, es considerada opresión.
Frye es abiertamente lesbiana, y gran parte de su trabajo explora categorías sociales, en particular, aquellos que se basan en raza y género.

## Reconocimientos
En 2001, Frye fue nombrada Filósofa del Año por la Sociedad para Mujeres en Filosofía. Unos años después, la organización Phi Beta Kappa la nombró Profesora Romanell de Filosofía entre 2007 y 2008. La Cátedra Romanell, galardón que se otorga cada año, "reconoce el logro distinguido y la contribución sustancial de las persona premiada a la comprensión pública de la filosofía". Quienes ganan este galardón, también ofrecen una serie de conferencias abiertas al público. En el caso de Frye, esa serie de charlas llevó por título: "Kinds of People: Ontology and Politics".

## Obra

### Libros
- The politics of reality: essays in feminist theory. Trumansburg, New York: Crossing Press. 1983. ISBN 9780895940995.
- Willful virgin: essays in feminism, 1976-1992. Freedom, California: Crossing Press. 1992. ISBN 9780895945532.
- Frye, Marilyn; Hoagland, Sarah Lucia (2000). Feminist interpretations of Mary Daly. University Park, Pennsylvania: Pennsylvania State University. ISBN 9780271020198.

### Capítulos de libros
- "Categories and Dichotomies", Encyclopedia of Feminist Theories, ed., Loraine Code, NY: Routledge, (2000).
- "Essentialism/Ethnocentrism: The Failure of the Ontological Cure", Is Academic Feminism Dead? Theory in Practice, ed., the Center for Advanced Feminist Studies at the University of Minnesota, NYU Press, (2000).
- Frye, Marilyn (2005), «Oppression»,  en Cudd, Ann E.; Andreasen, Robin O., eds., Feminist theory: a philosophical anthology, Oxford, UK Malden, Massachusetts: Blackwell Pub, pp. 84-90, ISBN 9781405116619..
- Frye, Marilyn (2005), «Categories in distress»,  en Andrew, Barbara S.; Keller, Jean; Schwartzman, Lisa H., eds., Feminist interventions in ethics and politics: feminist ethics and social theory, Lanham, Maryland: Rowman & Littlefield Publishers, pp. 41-58, ISBN 9780742542693..

### Artículos de revista
- "La necesidad de las diferencias": Construyendo una Categoría Positiva de Mujeres", SEÑALES: Revista de Mujeres en Cultura y Sociedad, Vol.21, Núm.3, verano (1996).